# Llaneros de Acarigua
Llaneros de Acarigua fue un equipo de béisbol profesional de Venezuela fundado en 1968 por el Jesús Morales Valarino, con sede en la ciudad de Acarigua, Estado Portuguesa que participó en la Liga Venezolana de Béisbol Profesional.
Llaneros de Acarigua nace cuando la franquicia Industriales de Valencia, adquirida por el Dr. Morales Valarino, decide retirarse de la ciudad de Valencia por la baja afluencia del público al estadio y la difícil situación financiera del club, decidiendo el cambio a Acarigua, el resultado no fue favorable al producirse la misma situación que en Valencia, el equipo disputó únicamente el campeonato 1968-1969. En 1969 Luis Rodolfo Machado Bohórquez adquiere la franquicia de manos de Morales Valarino trasladándola a Maracaibo y llamándola Águilas del Zulia.
Su estadio sede fue el Estadio Municipal de Araure, hoy conocido con el nombre de "Bachiller Julio Hernández Molina".